# Eresia levina
Eresia levina är en fjärilsart som beskrevs av William Chapman Hewitson 1872. Eresia levina ingår i släktet Eresia och familjen praktfjärilar. Inga underarter finns listade i Catalogue of Life.

## Bildgalleri

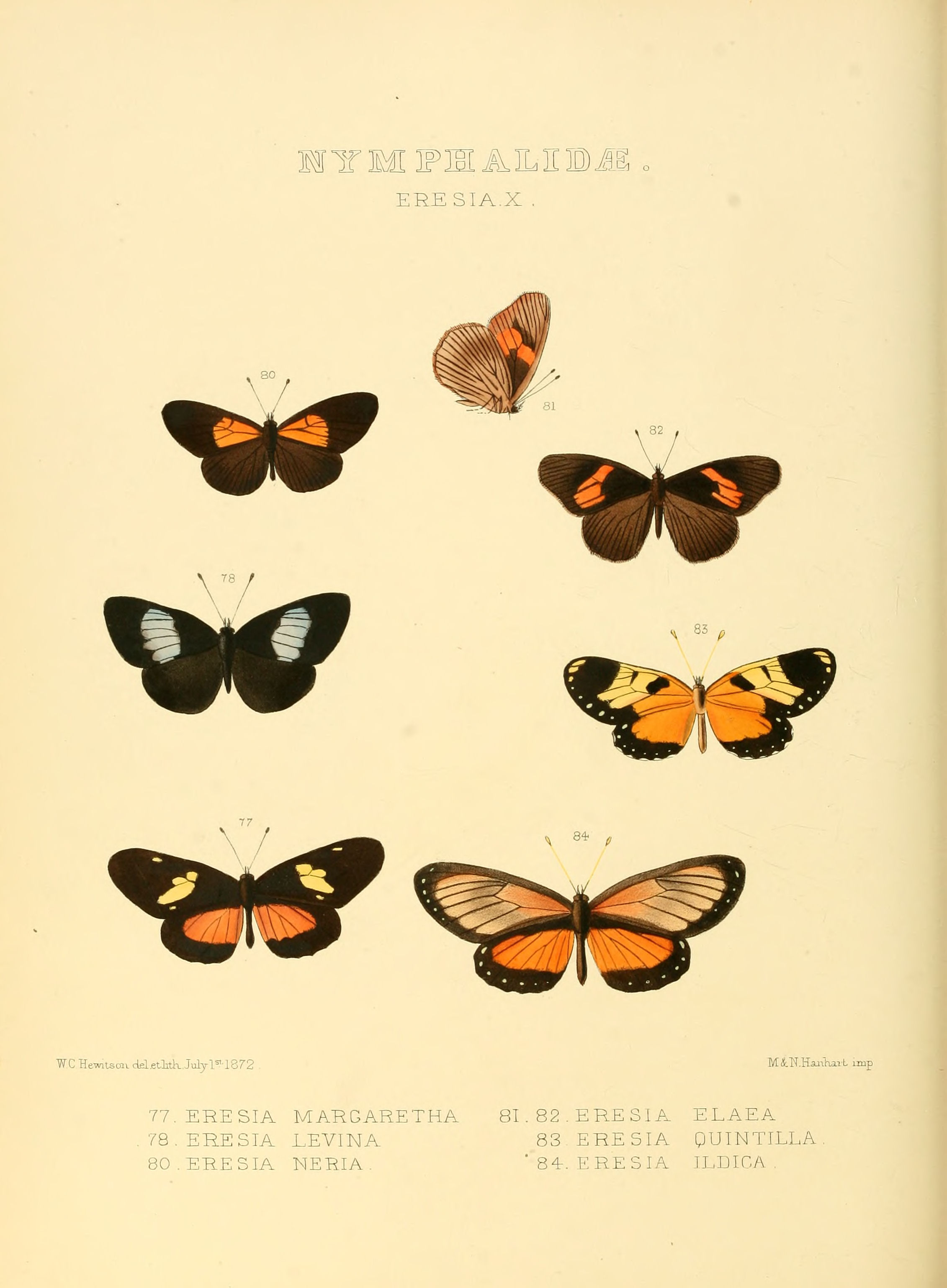